# Тебетев, Митрофан Алексеевич
Митрофан Алексеевич Тебетев (8 августа 1924, Лохтоткурт, Октябрьский район, Ханты-Мансийский автономный округ — 2011) — хантыйский художник. Член Союза художников России с 1993 года. Участник окружных, областных, республиканских, всесоюзных выставок самодеятельного творчества, а также зарубежных: в Чехословакии, Польше, Германской Демократической Республике, Федеративной Республике Германии (1974, 1982), Англии (1977), Болгарии, Венгрии, Чехословакии. Произведения находятся в ГИМе, Всероссийском музее самодеятельного искусства в Суздале, ТОКМ, ТМИИ, Ханты-Мансийском окружном краеведческом музее (сейчас Государственный музей Природы и Человека).

## Биография
Родился в 1924 году в деревне Лохтоткурт Октябрьского района Ханты-Мансийского автономного округа. Окончил Народный университет искусств имени Н. К. Крупской.
Митрофан Тебетев с детства проявлял интерес к рисованию. Участвовал в оформлении школьных стенгазет и написании лозунгов. В 1939 году вместе с группой юных туристов округа в первый раз побывал в Москве. Митрофана впечатлила Третьяковская галерея. Её посещение послужило толчком дальнейшей творческой деятельности Тебетева.
В 1942 году в городе Ханты-Мансийске Тебетев написал свои первые акварельные работы под названием «Лебединое озеро» и «К лету». В 1944 году в Березове по памяти написал пейзажи «Озеро Турват. Урал», «Усть-Манья. Осень». В этом же году он написал и первый этюд с натуры «Шуга на Сосьве».
Написал картину «Ханты читают газету на родном языке». Она связана с появлением первой хантыйской газеты.
Тебетев продолжил обучение в заочном Народном университете искусств имени Н. К. Крупской в 1959 году. Учеба в художественном заведении тесно связана с созданием серии «Город на Иртыше». В серию вошли небольшие этюды и композиции, которые отражают облик Ханты-Мансийска, сформировавшийся в 1930-е годы.
В 1970-е годы начинается активная выставочная деятельность Митрофана. Он участвует в окружных, областных, республиканских и всесоюзных выставках самодеятельного искусства.
Начал работать в портретном жанре. Одним из первых он изобразил музыканта-импровизатора А. А. Ангатшупова и поэта Микуля Шульгина. Затем стал писать портреты ветеранов войны, известных и близких ему людей. Художником было написано свыше ста портретов.
В статье «О былом и современном» искусствовед А. А. Валов так написал о Тебетеве: «Настойчивость и последовательность в достижении цели со временем у живописца трансформировались в обобщенное понятие, понимаемое как долг, завещание наглядно показать то, что было…».
В 1980-е годы Тебетев написал большое количество композиций. В картинах «У чувала», «В избе среднеобского ханты. Середина XIX века» Митрофан изобразил внутреннее убранство жилища. В эти же годы Митрофан Алексеевич попробовал себя в резьбе по дереву.
1990-е годы являются самыми плодотворными в творческой деятельности художника. В 1993 году Тебетева приняли в ряды членов Союза художников России. В этом же году он заканчил работать над серией «Березовские пейзажи».
В 1993 году произошло открытие выставки «Сумытвош» («сумыт» по-хантыйски — береза; «вош» — город).
В августе 1997 году в Березово открылся Дом-мастерская Митрофана Тебетева.
Умер в 2011 году.